# Eutelia dentifera
Eutelia dentifera là một loài bướm đêm trong họ Noctuidae.